# Трагедія Луцької в'язниці (1941)
50°44′13″ пн. ш. 25°19′22″ сх. д. / 50.73694° пн. ш. 25.32278° сх. д.

Монумент жертвам розстріляним органами НКВС 23-24 червня 1941 у Луцьку

Трагедія Луцької тюрми у червні 1941 року — розстріл в'язнів органами НКВС 23—24 червня 1941 року.
На території колишнього Окольного Луцького замку розташований монастир Бригідок — пам'ятка архітектури національного значення, це комплекс споруд, куди входили центральний храм, келії і господарські приміщення. Пам'ятка ця пов'язана з сумними і трагічними подіями в житті міста та всієї Волині, які увійшли в історію як розстріл в'язнів органами НКВС 23-24 червня 1941 року
Про ці події написано вже немало, перші публікації з'явилися під час німецької окупації в українській пресі. За радянського часу це замовчувалось, тільки за кордоном в діаспорі вийшло декілька публікацій. І лише після здобуття незалежності Україною уцілілі колишні в'язні почали висвітлювати на сторінках преси жахливі події 23 червня 1941 року у Луцьку. Найбільш узагальнено і детально це описав Микола Куделя, колишній в'язень, якого оминула куля під час розстрілу, у своїй книзі «Під мурами Луцької тюрми». У джерелах вказуються різні цифри жертв — від двох до чотирьох тисяч чоловік. Микола Куделя згадує чотири могили.
У час німецької окупації була створена комісія, яка в липні 1941 року при допомозі громадськості та національно-патріотичної інтелігенції Волині зробила насип над могилами, обклала їх дерном, встановила дубові хрести-фігури, обгородила низенькою огорожею, встановила таблички з написами, на яких вказувалась кількість похованих в'язнів — відповідно 1200, 800, 300, 1800. З ініціативи комісії в останню неділю серпня 1941 року відбувся офіційний похорон, покладання вінків і відправа панахиди.
Після визволення Луцька в 1944 році тюрма знову використовувалась радянською владою за призначенням. Микола Куделя у своїй книзі посилається на розповідь І. Мануйлика, який в 1944 році був в'язнем Луцької тюрми, бачив ці могили і був свідком того, як за наказом енкаведистів на чотирьох могилах хрести-фігури були зрізані, а могили зрівняні з землею і заасфальтовані.
У 1990-х роках з ініціативи громадськості в трьох місцях, де були поховані в'язні, встановили пам'ятні знаки та меморіальні дошки. Четверте місце, тобто на колишньому східному подвір'ї, залишилось не означеним, оскільки вже на той час було дуже забудовано.
У 2008 році Луцькою міською радою був створений відділ охорони культурної спадщини. Його працівники зібрали всі спогади, що стосуються розстрілу у Луцькій в'язниці, надіслали запити у різні архівні установи. Найбільший інтерес у зв'язку з цим викликають результати кримінальної справи, порушеної прокуратурою області за фактом розстрілу 23 червня 1941 року в'язнів Луцької тюрми.
Слідством встановлено, що перед початком Другої Світової війни в цій тюрмі утримувались під вартою близько 2000 засуджених і підслідних. Встановлено навіть 481 в'язня поіменно. З них 121 особу в квітні-червні 1941 року було направлено в місця позбавлення волі, що знаходились в інших регіонах СРСР, 11 — звільнено адміністрацією, 2 — втекло, 11 — загинули в тюрмі, 65 — випущені німецькою окупаційною владою, 271 — пропали безвісти.
З доповідних записок начальника тюремного відділення УНКВС по Волинській області сержанта держбезпеки Стана та інших працівників НКВС вбачається, що 23 червня 1941 року в зв'язку з бойовими діями біля Луцька з-під варти було звільнено малоліток, «указників» та засуджених за малозначні злочини, всього 84 особи, а решта ув'язнених чисельністю до 2000 осіб була розстріляна на території Луцької в'язниці. Цю чорну справу робила оперативна група працівників УНКВС по Волинській області під керівництвом капітана держбезпеки Розова, особовий склад 233 конвойного полку військ НКВС, керівний склад та наглядачі в'язниці. Розстріли здійснені на підставі директиви народного комісара Держбезпеки СРСР Меркулова від 23 червня 1941 року, згідно з якою на осіб, що утримувалися в тюрмах західних областей України, складались списки, за якими вони підлягали розстрілу за місцем їх утримання у зв'язку з початком війни з Німеччиною. Розстрілювались не тільки особи, щодо яких були винесені вироки про вищу міру покарання, але і засуджені до позбавлення волі, та ті, щодо яких тільки розпочалося слідство. За показаннями свідків, крім в'язнів, розстріляних 23-24 червня 1941 року та захоронених на подвір'ї в'язниці № 1, у січні 1944 року під час окупації м. Луцька німецько-фашистськими військами на тій же території були розстріляні та захоронені заарештовані німецькою владою громадяни.
При опрацюванні архівних матеріалів з фондів Державного історико-культурного заповідника в Луцьку нашу увагу привернула інформація із звіту про археологічні дослідження в 1991 році під керівництвом Святослава Терського (львівського археолога, відомого читачам як автора книги «Лучеськ в X—XIV ст.»), де повідомлялось, що при шурфуванні біля монастиря Бригіток на території колишнього кінотехпрому на глибині приблизно 1,5 метра було виявлено багато людських кісток. Дослідник припустив, що це може бути братська могила розстріляних в'язнів. При зіставленні свідчень очевидців та археологічних даних була висунута гіпотеза, що це могла бути могила на східному подвір'ї, яка згадується у спогадах Миколи Куделі.
Громадськістю Луцька та Волині неодноразово ставилось питання про перезахоронення жертв розстрілу. У 2009 році міська рада прийняла цільову міську програму по увічненню пам'яті жертв розстрілу в Луцькій в'язниці.
Одночасно продовжили пошук архівних джерел для встановлення місцезнаходження могили розстріляних в'язнів на східному подвір'ї. Нашу увагу привернуло фото 1941 року із фондів Волинського краєзнавчого музею, на якому зображено одну із могил біля в'язничної мурованої огорожі. Ми припускаємо, що цілком ймовірно на фото зображено частину східного подвір'я. Завдяки розкопкам ми знаємо, де знаходилась колишня огорожа в'язниці, отож, порівнюючи цю інформацію із зображенням на фото, вдалося вирахувати приблизне місцезнаходження могили в'язнів. На превеликий жаль, це місце тепер знаходиться під забудовою. Чи були під час будівництва знищені поховання? Адже, як згадує у своїй книзі М. Куделя, Й. Пікула розповів, що він наприкінці 1940-х років працював екскаваторником і був свідком, як під час земляних робіт на подвір'ї тюрми при копанні фундаменту натрапили на кістки захоронених. За розпорядженням працівників КДБ ґрунт з кістками повантажили на самоскиди і відвезли в невідомому напрямку, в глибокий кар'єр та закопали. Але поки що нам так і не відомо, де саме було виявлено та викопано це масове поховання, хто були ці поховані. Таким чином, тільки подальші дослідження зможуть підтвердити наші припущення.
На колишньому західному подвір'ї споруджено «Стіну скорботи по жертвах розстрілу», оскільки тут за свідченнями знаходиться одна із чотирьох — найбільша — могила, хоча питання точного її місцезнаходження залишається досі відкритим. Одним із свідчень є фото 1941 року, на якому зображено південно-західне крило будівлі в'язниці, мурована огорожа з хвірткою, будівля кузні, тобто зафіксовано фрагмент південної частини західного подвір'я. На передньому плані видно скупчення цивільного населення та декілька німецьких солдат, на задньому плані — полонених червоноармійців. У центральній частині фото видно дерев'яний хрест приблизно в три рази вищий людей. Цілком ймовірно, що хрест був встановлений на цій могилі.
Як вказує М. Куделя, під час німецької окупації була створена комісія, з ініціативи якої в останню неділю серпня 1941 року відбувся похорон, покладання вінків на могили та відправлення панахиди. Отже цілком ймовірно, що на фото зафіксовано саме цей захід. Провівши аналіз фото 1941 року, ми зробили спробу вирахувати, де знаходилась фотокамера на час фотозйомки. Також брались до уваги свідчення, в яких стверджувалось, що на подвір'ї були ще могили менші за розмірами, вказувались декілька місць: біля мурованої огорожі, між хвірткою і «Стіною скорботи», а також в центральній частині подвір'я, де тепер знаходиться клумба. В цих місцях протягом багатьох літ спостерігалося просідання ґрунту.
Зіставлення результатів розкопок та спогадів колишнього в'язня Г. В. Покотила дало змогу зробити певну історичну реконструкцію подій. Після розстрілу 23 червня 1941 року уцілілих в'язнів заставили поховати загиблих, після чого Г. В. Покотила і ще інших 27 в'язнів змусили копати яму серед західного подвір'я. В'язні зрозуміли, що після того, як вони викопають, їх буде розстріляно і поховано в цій же ямі. Однак з наближенням німців тюремне начальство та солдати, які їх охороняли, повтікали. Їм уже було не до в'язнів. Отож завдяки тому, що німецькі війська 25 червня вступили до міста, вони залишилися живими. Невдовзі німці їх відпустили додому, на той час яма залишалася ще відкритою. Таким чином, у результаті пошукових робіт було виявлено об'єкт, який безпосередньо пов'язаний з подіями «Луцької трагедії», тобто виявлено останню яму, яку викопали в'язні 24-25 червня 1941 року.
У серпні 2016 року Віктором Баюком археологом Державного історико-культурного заповідника у м. Луцьку,  було проведено польові пошукові роботи на вулиці Кафедральній, 16. В результаті яких було виявлено місце із масовими залишками людських останків. За всіма ознаками це поховальна яма розстріляних  органами НКВС в’язнів 23-24 червня 1941 року.

## Відомі жертви
- Гураль Лук'ян Єрофійович — районний провідник ОУН Торчинського району.
- Цвид Макар Омелянович — військовий, громадський діяч, хорунжий Армії УНР.